# USS Williamson (DD-244)
USS Williamson (DD-244) là một tàu khu trục lớp Clemson được Hải quân Hoa Kỳ chế tạo vào cuối Chiến tranh Thế giới thứ nhất, được cải biến thành tàu tiếp liệu thủy phi cơ AVP-15, AVD-2 và APD-27, và đã tiếp tục phục vụ trong Chiến tranh Thế giới thứ Hai cho đến khi xung đột kết thúc. Nó là chiếc tàu chiến duy nhất của Hải quân Hoa Kỳ được đặt tên theo Trung tá Hải quân William Price Williamson (1884-1918), một sĩ quan đạn dược Hải quân Hoa Kỳ thiệt mạng trong một cuộc thử nghiệm vũ khí.

## Thiết kế và chế tạo
Williamson được đặt lườn vào ngày 27 tháng 3 năm 1919 tại xưởng tàu của hãng New York Shipbuilding Corporation. Nó được hạ thủy vào ngày 16 tháng 10 năm 1919, được đỡ đầu bởi bà W. P. Williamson, vợ góa Trung tá Williamson; và được đưa ra hoạt động tại Xưởng hải quân Philadelphia vào ngày 29 tháng 10 năm 1920 dưới quyền chỉ huy của Hạm trưởng, Thiếu tá Hải quân J. C. Cunningham.

## Lịch sử hoạt động

### Giữa hai cuộc thế chiến

#### Thập niên 1920
Williamson được trang bị một phần tại Philadelphia, Pennsylvania cho đến giữa tháng 12 năm 1920. Sau khi hiệu chuẩn la bàn tại vịnh Delaware, nó được trang bị ngư lôi tại Trạm Ngư lôi Hải quân ở Newport, Rhode Island trước khi hoàn tất việc trang bị tại Xưởng hải quân New York. Nó khởi hành từ New York vào ngày 3 tháng 1 năm 1921 để hướng sang Châu Âu, đi ngang qua Bermuda và cùng với tàu chị em Sands đi đến Brest, Pháp vào ngày 16 tháng 2. Nó ở lại vùng biển Pháp và Anh cho đến mùa Xuân, ghé qua Cherbourg, Pháp cùng Gravesend và Portsmouth, Anh trước khi lên đường đi sang Địa Trung Hải vào ngày 23 tháng 5.
Được điều sang Lực lượng Hải quân Hoa Kỳ tại vùng biển Thổ Nhĩ Kỳ, Williamson đi đến Ineboli (nay là Inebolu), Thổ Nhĩ Kỳ vào ngày 22 tháng 6. Tại đây, nó đưa hành khách lên bờ và khảo sát tình hình chính trị tại chỗ. Trong những tháng tiếp theo, nó thực hiện những chuyến đi từ Constantinople đến Odessa, Nga; vịnh Ghelenjik; Novorossiysk và Theodosia trước khi quay về Constantinople. Nó thực hiện một chuyến đi khác đến Odessa vào ngày 22 tháng 6 năm 1922, vận chuyển hành khách và phục vụ như một tàu trạm trong một thời gian tại đây. Vào ngày 2 tháng 7, nó rời Odessa hướng đến Constantinople, chuyển hàng tiếp liệu cứu trợ của nó sang tàu chị em Bulmer trên đường đi. Sáu ngày sau, nó hướng đến Gibraltar trên đường quay trở về Hoa Kỳ, và về đến Philadelphia vào ngày 27 tháng 7.
Sau khi gia nhập Hạm đội Đại Tây Dương tại Hampton Roads vào ngày 6 tháng 9, Williamson chuyển đến New York để thực hành và thực tập tác xạ trước khi quay về Hampton Roads vào ngày 28 tháng 9 cho các đợt thực hành khác ngoài khơi Virginia Capes thuộc khu vực thực tập phía Nam. Chiếc tàu khu trục hoạt động ngoài khơi vùng bờ Đông và tại vịnh Guantánamo, Cuba, tham gia các cuộc tập trận và thực hành chiến trận thường lệ cho đến đầu năm 1923. Nó quay trở về khu vực New York vào tháng 11 năm đó, tham gia tổng dợt và thực hành tác xạ, và đã rời New York vào ngày 6 tháng 5 năm 1924 cho các cuộc cơ động cùng Hạm đội Tuần tiễu.
Sau khi quay trở về New York để sửa chữa sau chuyến đi, nó lên đường đi đến khu vực thực tập phía Nam vào ngày 19 tháng 5, và đi đến Hampton Roads vào ngày 28 tháng 5 để thực tập thả mìn sâu trước khi quay về để tham gia thực hành tác xạ mục tiêu tốc độ cao và thực hành ngư lôi tại Trạm Ngư lôi Hải quân. Sau đó, Williamson tham gia việc tìm kiếm một xuồng cứu sinh bị mất tích từ chiếc Boston, rồi thực hiện một chuyến đi đến vịnh Guatánamo cùng các tàu chị em King, McFarland và James K. Paulding, trước khi quay trở về New York vào ngày 8 tháng 12.
Trong vài năm tiếp theo, Williamson thực hiện các hoạt động thường lệ trong thời bình. Nó di chuyển ngoài khơi vùng bờ Đông Hoa Kỳ và tại vùng biển Caribe, xen kẻ với những đợt tập trung tập trận hạm đội hàng năm tại vịnh Guatánamo. Nó hoạt động chủ yếu cùng Hải đội Khu trục trực thuộc Hạm đội Tuần tiễu, ngoại trừ một giai đoạn ngắn từ tháng 1 đến tháng 2 năm 1927, khi nó được điều sang Hải đội Đặc vụ hoạt động ngoài khơi bờ biển phía Đông Nicaragoa vào lúc xảy ra những biến động chính trị tại nước này.
Sau khi quay trở về Xưởng hải quân New York vào ngày 30 tháng 6 năm 1927, Williamson tiến hành huấn luyện các đơn vị Hải quân Dự bị ngoài khơi vùng bờ Đông. Được cho đại tu và mùa Xuân năm 1928, chiếc tàu khu trục còn thực hiện các chuyến đi huấn luyện quân nhân dự bị cho đến năm 1930. Nó cũng từng phục vụ như tàu canh phòng máy bay cho tàu sân bay Lexington trong vịnh Guatánamo vào tháng 5 năm 1930, cũng như các chuyến đi huấn luyện dự bị đến Mayport, Florida, Dry Tortugas, Key West, Rebecca Shoals và Havana, Cuba.

#### Thập niên 1930
Williamson tiếp tục hoạt động tại vùng biển ngoài khơi bờ Đông cho đến giữa năm 1931 trong thành phần Đội khu trục 9, Hải đội 1 trực thuộc Lực lượng Tuần tiễu, trước khi được chuyển sang San Diego, California vào tháng 3 năm 1932 để hoạt động một thời gian ngắn tại vùng bờ Tây vào mùa Thu, rồi được chuyển trở lại vùng bờ Đông. Sau khi về đến Norfolk, Virginia vào ngày 17 tháng 12 năm 1932, nó được đưa về lực lượng dự bị luân phiên. Sau đó nó khởi hành vào ngày 1 tháng 7 năm 1933, băng qua kênh đào Panama để đi sang vùng bờ Tây, đi đến San Diego vào ngày 21 tháng 7, và phục vụ như tàu canh phòng máy bay cho tàu sân bay Saratoga trong mùa Hè.
Williamson quay trở lại vùng bờ Đông vào mùa Xuân năm tiếp theo, và vào tháng 7 năm 1934 là một trong những chiếc đã hộ tống cho tàu tuần dương hạng nặng Houston với Tổng thống Franklin D. Roosevelt trên tàu. Chiếc tàu khu trục sau đó đi đến Xưởng hải quân Washington vào ngày 19 tháng 7 năm 1934, nơi nó được trang bị một bộ sonar thế hệ đầu, trước khi lên đường đi sang vùng bờ Tây, đi đến San Diego vào tháng 11. Nó được đưa về hải đội dự bị luân phiên vào mùa Hè năm 1935 trước khi gia nhập Hải đội Khu trục 3. Mùa Hè năm đó, nó thực hiện chuyến đi đến Alaska, hoạt động từ vịnh Auke, viếng thăm Portage Cove, Skagway và Juneau đang khi tuần tra vùng biển duyên hải từ ngày 20 đến ngày 31 tháng 7. Quay trở lại San Diego vào ngày 9 tháng 8, nó tiến hành các cuộc tập trận và hoạt động tại chỗ cùng các tàu trong đội của nó cho đến năm 1936.
Lên đường đi Balboa vào ngày 9 tháng 5 năm 1936 để tham gia cuộc tập trận Vấn đề Hạm đội XVII vào tháng 6, Williamson sau đó được đại tu tại Xưởng hải quân Norfolk, rồi hoạt động tại vùng vịnh Mexico. Nó đi ngang qua Mobile, Alabama và kênh đào Panama để quay về San Diego, đến nơi vào ngày 30 tháng 10 năm 1936. Nó tiến hành các hoạt động tại chỗ từ cảng này cho đến mùa Đông, và đã canh phòng máy bay cho tàu sân bay Ranger vào tháng 2 năm 1937 trước khi chuyển sang vùng biển Hawaii vào mùa Xuân. Đi đến Trân Châu Cảng vào ngày 25 tháng 4, nó hoạt động tại khu vực Hawaii cùng các đơn vị khác của Lực lượng Khu trục trực thuộc Hạm đội Hoa Kỳ trước khi quay trở về vùng bờ Tây vào tháng 6. Nó hoạt động ngoài khơi bờ Tây cho đến hết năm 1937, quay trở lại Trân Châu Cảng vào tháng 1 năm 1938 để được đại tu trong xưởng tàu tại đây. Sau đó nó tham gia cuộc tập trận Vấn đề Hạm đội XIX, và sau khi kết thúc đã quay trở về San Diego vào ngày 28 tháng 4 năm 1938. Nó được điều động sang vùng bờ Đông, đi đến Philadelphia vào ngày 2 tháng 6 để được cải biến thành một kiểu tàu chiến mới.
Với sự gia tăng lực lượng máy bay tuần tra trong hải quân vào lúc đó do sự phát triển không lực hải quân, nảy sinh nhu cầu cấp thiết về tàu tiếp liệu để hỗ trợ những máy bay này. Vì vậy, hai tàu khu trục sàn phẳng lớp Clemson được chọn để cải biến thành tàu tiếp liệu thủy phi cơ hạng nhẹ: Williamson và Childs. Khi công việc cải biến được tiến hành vào mùa Thu, mọi ống phóng ngư lôi trên các con tàu được tháo dỡ, cũng như hai khẩu pháo 4-inch giữa tàu, pháo 3-inch phòng không, các đường ray thả mìn sâu cùng hai nồi hơi phía trước. Phòng trên sàn tàu được bổ sung phía trước. Sự sắp xếp bên trong được thay đổi để bố trí chỗ nghỉ ngơi cho nhân sự đội bay của một liên đội thủy phi cơ tuần tra 12 chiếc và các thùng chứa xăng máy bay. Một sàn được bổ sung vào bệ đèn pha hiện hữu để mang một cặp xuồng máy 30 ft dùng trong việc tiếp liệu các thủy phi cơ dưới nước. Con tàu giữ lại các khẩu pháo 4-inch phía mũi và tận cùng phía đuôi, và được bổ sung bốn súng máy Browning M2.50-caliber để phòng không.
Như những tàu thử nghiệm, Williamson và Childs được đồng thời xếp lại lớp vào ngày 1 tháng 7 năm 1938 thành AVP-15 và AVP-14 tương ứng; chúng nhanh chóng chứng tỏ là một kiểu tàu thành công. Trong số nhiều tàu kiểu này được bổ sung vào hạm đội trước Thế Chiến II, Williamson và Childs là những người mở đường. Vào ngày 31 tháng 12 năm 1938, công việc cải biến hoàn tất; sơn màu xám nhạt với biểu tượng ngôi sao xanh trắng có chấm đỏ tượng trưng không lực, nó khởi hành từ Philadelphia vào ngày 3 tháng 1 năm 1939 hướng đi Norfolk. Tại đây nó tiếp nhận nhân lực và thiết bị thuộc Liên đội Tuần tra 5 và nhanh chóng hướng đến Florida Keys, nơi nó tiếp liệu cho Liên đội VP-15 trước khi quay trở về Philadelphia vào ngày 11 tháng 3 để sửa chữa sau chạy thử máy.
Sau khi chuyển sang Newport một thời gian ngắn, Williamson lên đường đi sang vùng bờ Tây vào ngày 21 tháng 4. Đi ngang qua San Diego, chiếc tàu tiếp liệu hạng nhẹ đặt cảng nhà tại Seattle, Washington, và trình diện để phục vụ tạm thời dưới quyền Tư lệnh Không đoàn Tuần tra 4. Nó hoạt động ngoài khi bờ biển California từ ngày 26 tháng 5 đến ngày 23 tháng 8, trước khi chuyển sang Kodiak, Alaska để phục vụ hai Liên đội Tuần tra VP-41 và VP-42. Trong khi nó tiếp tiếp liệu các thủy phi cơ PBY Catalina tại khu vực Tây Bắc Thái Bình Dương, chiến tranh nổ ra tại Châu Âu vào ngày 1 tháng 9 năm 1939 khi Đức tấn công Ba Lan.
Mùa Thu năm đó, Williamson hoạt động ngoài khơi Seattle, và chuyển đến Xưởng hải quân Puget Sound vào ngày 5 tháng 2 năm 1940 cho một đợt đại tu. Nó lên đường đi sang quần đảo Hawaii vào ngày 5 tháng 4, và tham gia cuộc tập trận Vấn đề Hạm đội XXI trước khi quay trở lại Seattle vào ngày 21 tháng 5 cho một giai đoạn hoạt động tại chỗ và bảo trì tại Căn cứ Không lực Hải quân Seattle. Sang mùa Hè, vào ngày 2 tháng 8 năm 1940, nó lại được xếp lại lớp, lần này trở thành AVD-2.
Vào ngày 4 tháng 3 năm 1941, Williamson cứu vớt ba thành viên một đội bay Douglas TBD-1 Devastator, vốn phải hạ cánh xuống biển sau khi chiếc máy bay ném bom ngư lôi bị hỏng động cơ ở cách 5 dặm (8,0 km) về phía Tây bãi biển Mission, California. Họ chuyển sang một xuồng cao su và được Williamson vớt lên 30 phút sau đó.  Chiếc TBD hiếm hoi này được tái khám phá vào năm 1996, và đến tháng 2 năm 2011, Bảo tàng Quốc gia Không lực Hải quân tại Pensacola, Florida công bố kế hoạch trục vớt và phục chế chiếc máy bay cổ hiếm hoi này.
Trước khi Hoa Kỳ bước vào chiến tranh vào tháng 12 năm 1941, Williamson trải qua những tháng hòa bình cuối cùng tham gia các cuộc khảo sát có giá trị giữa Acapulco, Mexico và quần đảo Aleut. Vào mùa Hè năm 1941, các tàu tiếp liệu thủy phi cơ cùng máy bay của Không đoàn Tuần tra 4, dưới sự chỉ đạo của Chuẩn đô đốc John S. McCain, sau này là một tư lệnh lực lượng đặc nhiệm nổi tiếng trong Thế Chiến II, đã tiến hành việc khảo sát khẩn trương những địa điểm tiềm năng đặt căn cứ thủy phi cơ tại khu vực quần đảo Aleut và dọc theo bán đảo Alaska, vốn mang lại nhiều hiệu quả chỉ một năm sau đó.

### Thế Chiến II

#### 1941-1942
Khi Hải quân Nhật Bản bất ngờ tấn công Trân Châu Cảng vào ngày 7 tháng 12 năm 1941, Williamson đang được đại tu tại Xưởng hải quân Puget Sound. Sau khi tạm thời phục vụ cùng Hải đội Khu trục 82, nó đã giúp hộ tống thiết giáp hạm Maryland đi đến Xưởng hải quân Puget Sound vào ngày 30 tháng 12. Chiếc tàu tiếp liệu hoàn tất việc sửa chữa, nhận hàng tiếp liệu vào tháng 1 năm 1942 và lên đường đi đến khu vực quần đảo Aleut để tiếp nối nhiệm vụ tiếp liệu cho các thủy phi cơ PBY thuộc Không đoàn Tuần tra 4.
Trong thời gian đầu của chiến tranh, nó đảm trách nhiệm vụ hộ tống tại chỗ và vận chuyển vật liệu chiến tranh đến các căn cứ Lục quân và Hải quân tại Cold Bay, Seattle, Dutch Harbor và Kodiak. Williamson và các tàu tiếp liệu chị em cũng tích trữ cho các căn cứ thủy phi cơ khẩn cấp những vật liệu cần thiết: phao tiêu, xăng máy bay, dầu nhớt, bom đạn. Các địa điểm tạm thời này cung cấp nơi trú ẩn khi thời tiết xấu, cũng như có giá trị như những căn cứ thay thế được phân tán đáng kể để tránh một thảm họa hoàn toàn nếu bị Nhật Bản tấn công. Ngoài ra nó còn cứu vớt các đội bay bị buộc phải hạ cánh do thời tiết sương mù khắc nghiệt của Alaska.
Vào ngày 20 tháng 5, trước khi quân Nhật tấn công khu vực Aleut, Williamson đã giải cứu Thiếu tướng Simon Bolivar Buckner khỏi Kiska khi ông cùng đoàn tùy tùng mắc kẹt tại đây; gió giật lên đến 60 hải lý trên giờ (110 km/h) đã ngăn các thủy phi cơ cất cánh sau một chuyến thị sát các nhóm đảo Near và Rat.
Vào đầu tháng 6 năm 1942, khi quân Nhật chiếm đóng Kiska và Attu thuộc quần đảo Aleut như một hoạt động nghi binh phân tán cho đòn tấn công chính tại Midway tại Trung tâm Thái Bình Dương, Williamson đang có mặt tại eo biển Umnak, gần một đường băng mới được Lục quân xây dựng và là sân bay ở phía cực Tây của chuỗi quần đảo Aleut. Hai máy bay cất cánh từ một trong hai tàu sân bay Nhật hỗ trợ cho chiến dịch, có thể là Ryūjō hoặc Junyō, đã càn quét con tàu khiến sáu người bị thương.
Cùng với chiếc Casco, Williamsonthiết lập một căn cứ thủy phi cơ tiền phương trên đảo Chernofski, và hỗ trợ cho phi đội PBY được giao nhiệm vụ ném bom binh lính Nhật đồn trú tại Kiska cho đến khi máy bay Lục quân có thể tiếp nhận vai trò này. Vào ngày 23 tháng 6, sau khi hoàn tất nhiệm vụ, nó rời khu vực quần đảo Aleut quay trở về Seattle cho việc sửa chữa đang rất cần đến.
Khi quay trở lại Dutch Harbor vào tháng 8, nó ra khơi vào ngày 25 tháng 8 để giúp đỡ một máy bay PBY phải hạ cánh xuống nước do thời tiết xấu. Trong khi tìm cách kéo chiếc thủy phi cơ bị hư hại quay trở về cảng, một cơn sóng lớn đã xô chiếc máy bay va vào đuôi tàu, và chấn động do va chạm đã làm rơi hai quả mìn sâu mà chiếc máy bay mang theo. Hậu quả của các vụ nổ thổi tung một người xuống biển, làm bị thương 16 người khác và làm hư hại nặng phần đuôi tàu. Tuy nhiên, các biện pháp kiểm soát hư hỏng đã khu trú được khu vực ngập nước.
Trong khi quay trở về Dutch Harbor, Williamson bị một máy bay tuần tra Nhật dõi theo, nhưng nó về đến cảng an toàn mà không gặp sự cố nào khác. Tại đây, lực lượng công binh Seabee gia cố lườn tàu hư hại bằng các thanh chống chữ "I" lấy từ một nhà kho máy bay được tháo dỡ, cho phép Williamson quay trở lại Seattle ngang qua Kodiak và Yakutat bằng một động cơ với tốc độ 9 hải lý trên giờ (17 km/h).

#### 1943
Vào lúc mà việc sửa chữa Williamson hoàn tất, những chiếc tàu tiếp liệu thủy phi cơ mới, hiện đại hơn, được đưa ra hoạt động cùng hạm đội, nên nhu cầu sử dụng nó cho việc tiếp liệu máy bay không còn cần thiết. Vì vậy nó được xếp lại lớp với ký hiệu lườn AVD-27 vào ngày 3 tháng 1 năm 1943, và nhận nhiệm vụ hỗ trợ cho việc chạy thử máy huấn luyện của các tàu sân bay hộ tống. Nó phục vụ như tàu canh phòng máy bay và hộ tống các hoạt động tàu sân bay tại khu vực hoạt động Puget Sound và San Diego. Các tàu sân bay nó phục vụ bao gồm Core, Card, Long Island, Barnes, Nassau, Altamaha, Breton, Copahee, Casablanca, Corregidor, Anzio, Tripoli và Natoma Bay. Trong giai đoạn này, nó đã vớt 14 người trong các tai nạn rơi máy bay trên biển.
Được cho tách khỏi nhiệm vụ này vào mùa Xuân năm 1943, Williamson hỗ trợ cho việc tấn công và chiếm đóng Kiska và Attu vào tháng 4 và tháng 5 năm 1943. Vào ngày 15 tháng 5, những cơn sóng của bốn quả ngư lôi đã sượt ngang con tàu, đánh dấu cuộc đụng độ cuối cùng với quân Nhật tại chiến trường quần đảo Aleut. Quay trở về San Diego vào cuối mùa Xuân năm 1943, nó thực hành huấn luyện một thời gian ngắn cùng các tàu ngầm rồi tiếp nối nhiệm vụ hộ tống và canh phòng máy bay cho các tàu sân bay trong những chuyến đi chạy thử máy huấn luyện của chúng. Vào ngày 1 tháng 12 năm 1943, Williamson được xếp lớp lại với ký hiệu lườn nguyên thủy ban đầu DD-244.

#### 1944
Sau khi được sửa chữa tại Xưởng hải quân Mare Island vào tháng 1 năm 1944, Williamson khởi hành đi quần đảo Hawaii vào ngày 24 tháng 1, đến nơi sáu ngày sau đó. Nó rời Trân Châu Cảng vào ngày 7 tháng 2, hướng sang khu vực Nam Thái Bình Dương; đi ngang qua Samoa để đến Espiritu Santo, và làm nhiệm vụ hộ tống vận tải giữa Guadalcanal và Funafuti thuộc quần đảo Ellice cho đến đầu tháng 4, khi nó gia nhập Đơn vị Đặc nhiệm 34.6.4 cho các hoạt động bảo vệ tại khu vực New Guinea. Các khu vực tiếp nhiên liệu bao gồm vùng giữa Truk, New Ireland và quần đảo Admiralty.
Sau khi hoàn tất nhiệm vụ trên, Williamson đi đến vịnh Purvis thuộc quần đảo Solomon, nơi nó trình diện để phục vụ cùng Chuẩn đô đốc R. L. Conolly, Tư lệnh Đội 3 Lực lượng Đổ bộ Đệ Ngũ hạm đội vào ngày 7 tháng 5. Vào lúc này, chiếc tàu tiếp liệu thủy phi cơ lại được chọn cho nhiệm vụ đặc biệt. Các phương tiện được trang bị để có thể tiếp nhiên liệu trên đường đi cho những máy bay tuần tiễu-trinh sát xuất phát từ thiết giáp hạm và tàu tuần dương, cho phép chúng chỉ điểm mục tiêu hải pháo cho các tàu mẹ mà không cần phải thu hồi. Việc diễn tập tại khu vực Guadalcanal cho thấy Williamson phù hợp trong việc tiếp nhiên liệu cho các kiểu thủy phi cơ trinh sát OS2U Kingfisher và SOC Seagull. Với thiết bị mới được thử nghiệm thành công, Williamson khởi hành đi Kwajalein, điểm tập trung cuối cùng cho chiến dịch quần đảo Mariana, vào ngày 1 tháng 6. Chín ngày sau, chiếc tàu khu trục lên đường cho đợt hoạt động thử nghiệm đầu tiên về khái niệm tiếp nhiên liệu trên đường đi vốn được Chuẩn đô đốc W. L. Ainsworth phát triển.
Sau khi đi đến Saipan vào ngày 14 tháng 6, Williamson trình diện để phục vụ cùng Chuẩn đô đốc Ainsworth, Tư lệnh Lực lượng Bắn phá và Hỏa lực Hỗ trợ, và tiến hành tiếp nhiên liệu các máy bay trinh sát. Hoạt động của nó giúp các con tàu trong hàng bắn phá có thể cung cấp hỏa lực hỗ trợ hầu như liên tục cho cuộc đổ bộ đang được thực hiện. Sang ngày 16 tháng 6, nó tiếp tục làm nhiệm vụ tiếp nhiên liệu các máy bay trinh sát thuộc các tàu chiến đang bắn phá các vị trí của quân Nhật trên đảo Guam. Tuy nhiên, nó quay lại Saipan không lâu sau đó do nhận được tin tức về một hạm đội Nhật Bản hùng hậu đang tiến đến gần, buộc hạm đội Hoa Kỳ phải tập trung lại lực lượng. Trận chiến biển Philippine diễn ra sau đó đã khiến đối phương phải rút lui và lực lượng Hoa Kỳ được rảnh tay để tiếp tục công cuộc chinh phục Mariana. Vào ngày 17 tháng 6, đang khi làm nhiệm vụ bảo vệ, chiếc tàu khu trục đã cứu một thủy thủ tàu buôn Nhật Bản trôi dạt trên biển hai ngày sau khi tàu của anh ta bị đánh chìm. Sau khi được trợ giúp y tế và ăn uống, người tù binh được chuyển giao sang tàu tuần dương Indianapolis.
Williamson rời Saipan vào ngày 25 tháng 6 và đi đến Eniwetok vào ngày 3 tháng 7. Sáu ngày sau, nó lên đường quay trở lại Guam, và trong những ngày tiếp theo đã hoạt động trong vai trò tiếp nhiên liệu cho các thủy phi cơ trinh sát trong quá trình tấn công và chiếm đóng Guam. Sau khi cuộc đổ bộ diễn ra, nó hoạt động như trạm tiếp đón thủy phi cơ chở thư tín và nhận sự đến từ Eniwetok cho đến ngày 16 tháng 8. Nó từng phải đụng độ với một khẩu đội pháo phòng thủ duyên hải Nhật Bản ở gần thị trấn Agat, trên bờ biển phía Tây hòn đảo, nhưng đã rút lui an toàn ra khỏi tầm bắn pháo đối phương. Nó rời khỏi Guam vào ngày 16 tháng 8 để đi Trân Châu Cảng, hộ tống một đoàn tàu vận tải. Nó được đại tu tại Xưởng hải quân Trân Châu Cảng trước khi hoạt động như một tàu canh phòng máy bay và hộ tống cho Đội tàu sân bay 11. Từ mùa Thu năm 1944 cho đến ngày 8 tháng 1 năm 1945, nó hộ tống và canh phòng máy bay cho các tàu sân bay Ranger, Saratoga, Bataan, Corregidor và Makassar Strait. Trong giai đoạn này nó đã cứu vớt bảy người trong nhiệm vụ canh phòng máy bay.

#### 1945
Williamson gia nhập Đệ Ngũ hạm đội và khởi hành từ Trân Châu Cảng hướng đến khu vực quần đảo Caroline. Sau khi được bảo trì tại Ulithi, nó tham gia các cuộc tổng dượt tại Saipan và Tinian cho hoạt động tiếp theo nhằm chiếm đóng Iwo Jima, mục tiêu của chiến dịch nhảy cóc tại Thái Bình Dương.
Sau khi hoàn tất việc thực hành tại khu vực quần đảo Mariana, lực lượng đặc nhiệm hướng đến mục tiêu chính. Một lần nữa, giống như tại Saipan và Guam, Williamson thực hiện vai trò trong giai đoạn bắn phá chuẩn bị. Ngoài ra nó còn giải cứu hai phi công từ tàu sân bay bị rơi gần đó; chăm sóc y tế và kiểm soát hư hỏng cho một tàu đổ bộ bị hư hại nặng và giải cứu một tàu đổ bộ khác bị trôi dạt đến 20 hải lý (37 km) khỏi Iwo Jima; canh phòng một thủy phi cơ PBM Mariner chuyên chở thông tín viên báo chí bị hư hại cho đến khi bàn giao cho một tàu tiếp liệu thủy phi cơ; cũng như chuyển một thành viên của chính nó sang thiết giáp hạm Nevada để phẫu thuật ruột thừa.
Sau khi hoàn tất giai đoạn bắn phá vào ngày 26 tháng 2, nó hướng đi Saipan cùng một số tàu đổ bộ bị hư hại; và sau nhiều ngày duy trì tốc độ chỉ có 3 hải lý trên giờ (5,6 km/h) để giúp các tàu đổ bộ có thể bắt kịp, nó đưa được các tàu đổ bộ cùng đi đến nơi an toàn, rồi một mình đi đến Ulithi, nơi nó chuẩn bị cho cuộc đổ bộ lên Okinawa. Đi đến Okinawa vào ngày 25 tháng 3, nó hoạt động như một tàu bảo vệ chống tàu ngầm và canh phòng máy bay cho đơn vị tiếp nhiên liệu của Đội Hỗ trợ Hỏa lực 1. Vào ngày 28 tháng 3, nó cứu vớt một phi công chiến đấu mà máy bay bị hư hại do hỏa lực phòng không đối phương nên buộc phải hạ cánh gần đó. Sau khi lực lượng tấn công đổ bộ lên bờ vào ngày 1 tháng 4, chiếc tàu khu trục gia nhập Đơn vị Căn cứ Thủy phi cơ tại để tiếp nhiên liệu cho các thủy phi cơ tuần tra và vận tải của các tàu chiến, cũng như cung cấp xăng máy bay cho các đơn vị không lực của thiết giáp hạm và tàu tuần dương.
Sau ba tuần lễ ở tuyến đầu, nơi thường xuyên có các cuộc báo động không kích của đối phương, Williamson rời vùng quần đảo Ryūkyū để quay trở về Guam. Nó hoạt động như tàu canh phòng máy bay và bảo vệ cho các tàu sân bay đang huấn luyện tại khu vực Mariana. Trong giai đoạn này, nó thực hiện một chuyến đi hộ tống đến Ulithi và một chuyến khác đến Leyte và Samar, phục vụ cho các tàu sân bay hộ tống Hoggatt Bay, Nehenta Bay, White Plains, Manila Bay, Velio, Vella Gulf, Makin Island, Makassar Strait và Casablanca. Trong khi làm nhiệm vụ canh phòng máy bay, nó đã cứu vớt ba phi công bị rơi máy bay.
Khi chiến sự với Nhật Bản kết thúc vào giữa tháng 8, Williamson quay trở về vùng bờ Tây ngang qua Trân Châu Cảng, về đến San Diego vào ngày 25 tháng 9. Nó băng qua kênh đào Panama trong các ngày 10 và 11 tháng 10, và đi đến Philadelphia vào ngày 16 tháng 10. Williamson được cho xuất biên chế vào ngày 8 tháng 11 năm 1945, và tên nó được cho rút khỏi danh sách Đăng bạ Hải quân vào ngày 19 tháng 12 năm 1945. Được đưa vào danh sách loại bỏ vào ngày 17 tháng 10 năm 1946,  nó được bán cho hãng North American Smelting Company, và rút khỏi tài sản Hải quân vào ngày 30 tháng 10 năm 1946. Williamson bị tháo dỡ vào ngày 4 tháng 11 năm 1948.

## Phần thưởng
Williamson được tặng thưởng bốn Ngôi sao Chiến trận do thành tích phục vụ trong Chiến tranh Thế giới thứ hai.